# رئیس‌جمهور سوریه
رئیس‌جمهور سوریه (به عربی: رئيس سوريا)، بالاترین مقام سیاسی کشور و رئیس کشور و رئیس دولت در سوریه است. رئیس‌جمهور سوریه، توانایی نصب و عزل نخست‌وزیر سوریه و دیگر اعضای دولت سوریه و فرماندهان ارتش سوریه را دارد. از ژانویه ۲۰۲۵، احمد الشرع به عنوان نوزدهمین رئیس‌جمهور سوریه فعالیت می‌کند. او نقشی کلیدی در حملات ۲۰۲۴ اپوزیسیون سوریه داشت که منجر به سقوط رژیم اسد و بنیان‌گذاری دولت سرپرست سوریه شد. الشرع در ۲۹ مارس ۲۰۲۵ دولت انتقالی سوریه را تشکیل داد.

## جانشینی
ماده ۳۴ قانون اساسی موقت بیان می‌کند: «در صورت خالی بودن سمت ریاست‌جمهوری، معاون رئیس‌جمهور، اختیارات رئیس‌جمهور را بر عهده خواهد گرفت.»